# Everything Glows
Everything Glows är det sjunde musikalbumet av D-A-D som kom ut den 13 april 2000.

## Låtlista
1. "Everything Glows" – 3:44
2. "Nineteenhundredandyesterday" – 4:59
3. "The Road Below Me" – 3:37
4. "Something Good" – 4:19
5. "Sunstar" – 4:24
6. "Evil Twin" – 3:07
7. "Candybar" – 4:29
8. "A Kiss Between the Legs" – 4:32
9. "I'm Not the Same" – 3:29
10. "Summer Me Soon" – 3:30
11. "As Common As" – 4:23
12. "Last Mango in Paris" (bonusspår på Japanutgåvan)
13. "I'm a Little Cloud" (bonusspår på Japanutgåvan)